# Fitxa de dades de seguretat

Símbol de líquid inflamable o altament inflamable d'acord amb la directiva 67/548/EWG de la Comunitat Europea.

Fitxa de dades de seguretat (FDS), o en anglès Material safety data sheet (MSDS), és un document que indica les particularitats i propietats d'una determinada substància per al seu ús correcte. Aquesta fulla o fitxa conté les instruccions detallades per emprar la substància i persegueix reduir els riscos laborals. Està pensada per indicar els procediments ordenadament per treballar amb les substàncies d'una manera segura. També tenen informació física del producte, com per exemple, el seu punt de fusió o el seu punt d'ebullició. Inclouen la seva toxicitat, efectes a la salut, primers auxilis, reactivitat química, emmagatzematge, disposició, protecció necessària, i de totes aquelles precaucions per a utilitzar els productes perillosos amb seguretat. El format d'aquestes fitxes pot variar depenent del seu fabricant o segons les legislacions dels diferents països. Molts productes inclouen obligatòriament la seva fitxa de seguretat en la mateixa etiqueta. També inclouen, a més de los riscos a la salut, els riscos mediambientals. Les etiquetes contenen diversos símbols de perill normalitzats per la seva ràpida identificació i frases de risc i de seguretat segons les convencions locals. Les fitxes de seguretat no estan pel consumidor general, sinó que van dirigits a treballadors professionals.

## Requisits internacionals i nacionals
Les fitxes de dades de seguretat s'han convertit en una part integral del sistema del Reglament (CE) núm. 1907/2006 (REACH). Els requisits inicials de REACH per a les fitxes de dades de seguretat es van adaptar posteriorment tenint en compte les normes per a fitxes de dades de seguretat del Sistema Globalment Harmonitzat (GHS) i la implementació d'altres elements del GHS en la legislació de la UE, que van ser introduïts pel Reglament (CE) núm. 1272/2008 (CLP) mitjançant l'actualització de l'Annex II de REACH.
La fitxa de dades de seguretat ha de ser proporcionada en la llengua oficial de l'estat membre de la UE en el mercat del qual es posa la substància o mescla, tret que l'estat membre interessat (o els estats membres interessats) disposi una altra cosa (article 31(5) de REACH). L'Agència Europea de Productes Químics (ECHA) ha publicat una guia per a l'elaboració de fitxes de dades de seguretat.
A Alemanya, les fitxes de dades de seguretat s'han d'elaborar d'acord amb el Reglament REACH núm. 1907/2006. Els requisits relatius als aspectes nacionals es defineixen a la Norma Tècnica per a Substàncies Perilloses (TRGS) 220 "Aspectes nacionals en l'elaboració de fitxes de dades de seguretat". Una mesura nacional mencionada a la secció 15 de l'SDS és, per exemple, la classe de perillositat per a l'aigua (WGK), basada en les normes que regulen els sistemes de maneig de substàncies perilloses per a l'aigua (AwSV).
Les fitxes de dades de seguretat holandeses es coneixen com a veiligheidsinformatieblad o Chemiekaarten. És una recopilació de fitxes de dades de seguretat dels productes químics més utilitzats. El llibre Chemiekaarten està disponible a la venda, però també és accessible a través d'institucions educatives, com el lloc web ofert per la Universitat de Groningen.
Segons els requisits, les fitxes de dades de seguretat han de ser fàcilment accessibles per diversos canals, incloent còpies digitals i físiques. El temps és crucial en el maneig de vessaments químics o exposicions. Moltes empreses ofereixen serveis de recopilació, redacció i revisió de fitxes de dades de seguretat per garantir la seva vigència i disponibilitat per a subscriptors o usuaris. Algunes jurisdiccions imposen una obligació clara de garantir que cada SDS s'actualitzi regularment, generalment cada tres-cinc anys. No obstant això, quan apareix nova informació, cal revisar l'SDS sense demora. Si no és possible disposar d'un SDS complet, s'ha de desenvolupar una etiqueta reduïda per al lloc de treball.